# Max Cleland
Joseph Maxwell "Max" Cleland, född 24 augusti 1942 i Atlanta, Georgia, död 9 november 2021 i Atlanta, Georgia, var en amerikansk demokratisk politiker. Han representerade delstaten Georgia i USA:s senat 1997–2003. Han var senare sekreterare för American Battle Monuments Commission 2009–2017.

## Biografi
Cleland gick i skola i Lithonia High School i Lithonia, Georgia. Han utexaminerades 1964 från Stetson University och deltog sedan i Vietnamkriget som tjänstgörande i USA:s armé. Han sårades svårt i slaget om Khe Sanh och som följd amputerades båda hans ben och en arm. Han fick 1968 sin master från Emory University. Han var ledamot av Georgias senat 1971–1975 och kandiderade 1974 utan framgång till viceguvernörsposten. Han var chef för krigsveteranmyndigheten Veterans Administration (VA) 1977–1981. Han var sedan Georgias statssekreterare (Georgia Secretary of State) 1982–1996.
Senator Sam Nunn från Georgia kandiderade inte till omval i senatsvalet 1996. Cleland ställde då upp och vann knappt mot republikanen Guy Millner och efterträdde Nunn i senaten i januari 1997. Cleland kandiderade 2002 till omval men förlorade då mot kongressledamoten Saxby Chambliss. Republikanerna använde i kampanjen mot Cleland bilder av Usama bin Ladin och Saddam Hussein i en tv-reklam för att få demokraterna framstå som svaga i frågor som har med terror och nationell säkerhet att göra. Cleland hade ändå röstat för Irakkriget men sade senare att han ångrar sin röst och gjorde det för att ha ens någon chans till att bli omvald.
Cleland deltog i John Kerrys kampanj i presidentvalet i USA 2004. Barack Obama utnämnde honom 2009 till American Battle Monuments Commission som administrerar USA:s militära minnesmärken.